# Вітровказ

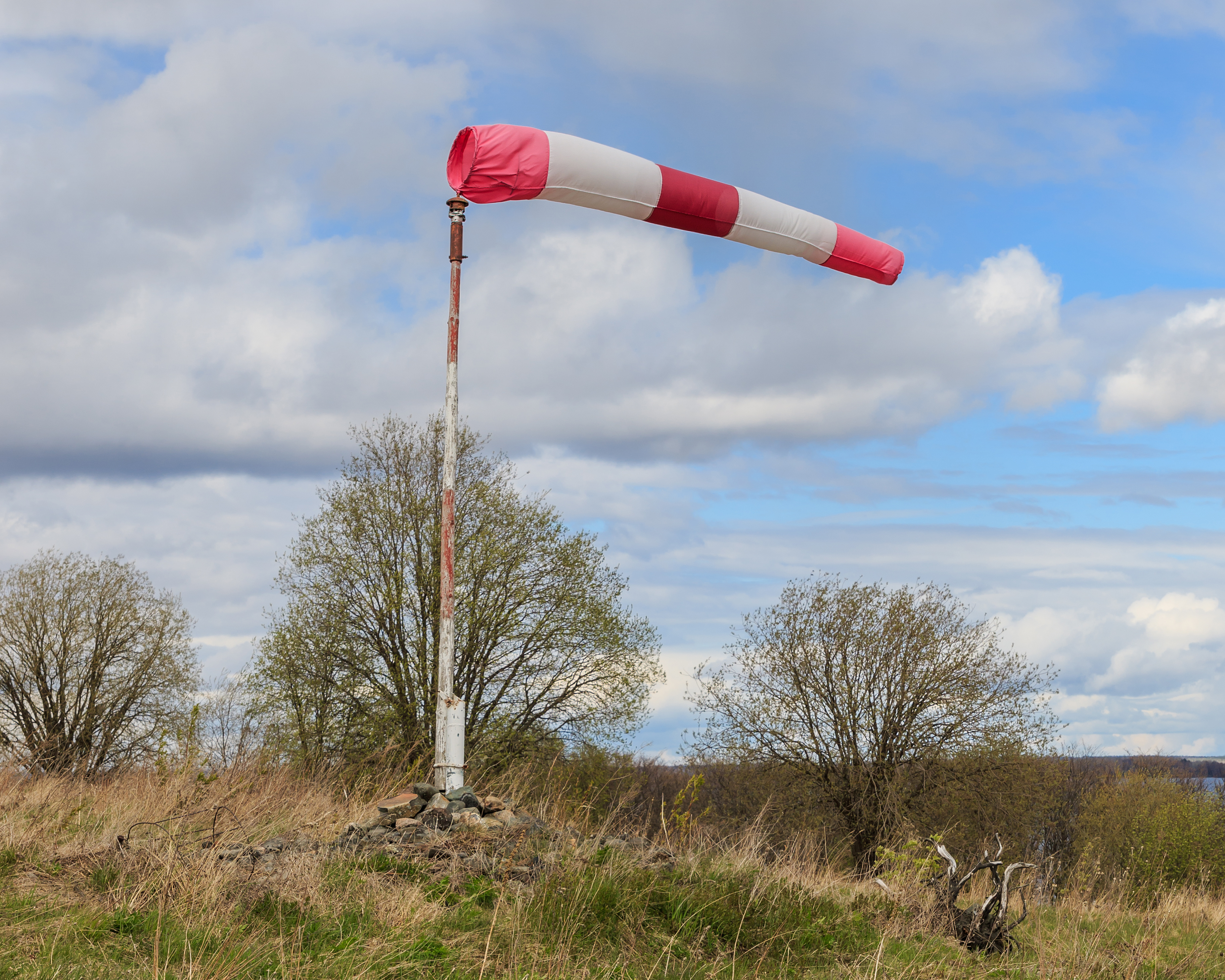
Вітровказ

Вітровка́з (англ. windsock, нім. Windsack) — інструмент для вимірювання напрямку та швидкості вітру. Має вигляд конуса з тканини. Використовується головним чином в авіації та на хімічних заводах, де існує ризик витоку газу. Розташовується на льотному полі аеродрому, відкритих майданчиках, височинах.
Метеорологічному відповідає напрямок протилежний тому, у якому вказує вітровказ (в авіації використовується зворотний напрямок). Швидкість вітру виначається за кутом нахилу вітровказу та його частиною, розташованою горизонтально: за умовами невисокої швидкості вітру частина вітровказу провисає, тоді як за умовами більшої швидкості усе його полотнище розташоване приблизно горизонтально.

## У геральдиці

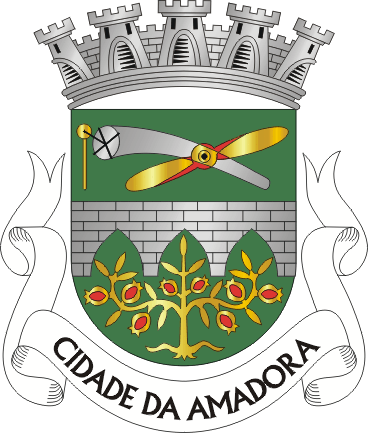
Амадора